# Тесленко-Приходько Юрій Петрович
Юрій Петрович Тесленко-Приходько (нар. 24 грудня (6 січня) 1884 (1885), Пудож, Олонецька губернія, Російська імперія — пом. 1944, Котлас, Архангельська губернія, РСФСР, СРСР) — український інженер, рентґенолог, фахівець у галузі Х-променології, організатор перших наукових і медичних установ із її застосуванням. 
Кузен поетеси і громадської діячки Лесі Українки, науковця-фізика, метеоролога, перекладача, письменника Михайла Косача, а також Ольги Косач-Кривинюк, Оксани Косач-Шимановської, Миколи Косача та Ізидори Косач-Борисової.

## Життєпис
Народився в дворянській родині політичного каторжника Петра Васильовича Тесленка-Приходька та Олени Антонівни Косач (рідної тітки Лесі Українки), під час їхнього заслання.
Освіту здобув у Ризькому реальному училищі й Мюнхенському політехнічному інституті. 
1917 р. був членом Київського губернського комітету російської партії соціалістів-революціонерів. З приходом до влади більшовиків працював у київській міській управі. Тоді ж на базі громадської організації «Комиссия помощи раненым рентгеновским исследованием», створеної 1914 р., сформувалась Київська міська рентґенодопомога, директором якої став Ю. Тесленко-Приходько.
16 липня 1920 р. у будинку Терещенка, де був єдиний у Києві власний електроґенератор, розпочав роботу Київський рентґенівський інститут, який став базою сучасного Інституту медичної радіології ім. С. П. Григор'єва АМН України — у 1920—1922 рр. його очолював Ю. Тесленко-Приходько. Про авторитет закладу свідчить те, що 1925 р. двічі лавреатка Нобелівської премії Марія Склодовська-Кюрі подарувала йому препарат радію. 
1933 р. переїхав до Харкова, де викладав у медтехнікумі. 
1937 р. заарештований, 1938 р. засуджений до розстрілу. Адвокат оскаржив вирок, який було замінено на позбавлення волі в таборах. 
1944 р. помер на засланні в містечку Котлас Архангельської губернії.